# 更
更是中国古代的計量單位，有兩個不相同的意思；時間、海程。

## 時間
中國古代表示夜間的計時單位；一夜分為五更，每更相當於現代計時單位的兩小時。起源于汉代皇宫夜间值班人员分五个班次，按时更换，称“五更”。
「更」這個計時單位，把晚上七點到次日早上五點均分為五更，相当現代計時單位共十小時，对应地支名称为戌時至寅時。
- 一更（初更）指戌時，即晚上七點到九點，汉代命名为黃昏。
- 二更指亥時，即晚上九點到十一點，稱為人定。
- 三更指子時，即晚上十一點到第二天一點，稱為夜半。
- 四更指丑時，即第二天一點到第二天三點，稱為雞鳴。
- 五更指寅時，即第二天三點到第二天五點，稱為平旦。

另外，一更又分为五點。

### 影響
儘管現今華族社會已經停用「更」這個計時單位，但現代華文裡依然會使用從「更」衍生出來的計時單位。現今的華文經常會使用「黃昏」來代表一個地區的傍晚時份。
成語裡代表夜深的「半夜三更」（或倒裝成「三更半夜」）是從上述的「三更」演變出來的。「半夜三更」一詞於元代作家馬致遠的雜劇《青衫淚》和元代作家王實甫的雜劇《西廂記》裡首次出現。這句成語到現代依然被華族社會廣泛使用。

## 海程
中國古代的航海人士會使用「更」作為計算海程之單位。一更等於60里。這個計算海程之單位到明清時期依然被航海人士使用。當時的航海人士使用「更」來計算海程時會以一塊木片和正在航行的船齊行為準。船比木片先到為「不上更」，木片比船先到則為「過更」。

## 相关资料
十时辰制，出现于先秦。昼夜各五分。据《隋书·天文志》，昼为朝、禺、中、晡、夕，夜为甲、乙、丙、丁、戊，后用五更来表示。
俗話說：“一更人，二更鑼，三更鬼，四更賊，五更雞。”